# Ballyteige Burrow SPA
Ballyteige Burrow SPA este o arie protejată (arie de protecție specială avifaunistică — SPA) din Irlanda întinsă pe o suprafață de 660,24 ha, integral pe uscat.

## Localizare
Centrul sitului Ballyteige Burrow SPA este situat la coordonatele 52°12′23″N 6°38′57″W / 52.206253°N 6.64919°V.

## Înființare
Situl Ballyteige Burrow SPA a fost declarat arie de protecție specială avifaunistică în martie 1990 pentru a proteja 19 specii de animale.

## Biodiversitate
Situată în ecoregiunea atlantică, aria protejată nu include niciun habitat protejat.
La baza desemnării sitului se află mai multe specii protejate de  păsări (19): rață sulițar (Anas acuta), rață pitică (Anas crecca), rață fluierătoare (Anas penelope), rață mare (Anas platyrhynchos), Branta bernicla, fugaci de țărm (Calidris alpina), prundaș gulerat mare (Charadrius hiaticula), scoicar (Haematopus ostralegus), pescăruș râzător (Larus ridibundus), sitar de mal nordic (Limosa lapponica), sitar de mâl (Limosa limosa), Mergus serrator, culic mare (Numenius arquata), ploier auriu (Pluvialis apricaria), ploier argintiu (Pluvialis squatarola), chiră mică (Sterna albifrons), călifar alb (Tadorna tadorna), fluierarul cu picioare roșii (Tringa totanus), nagâț (Vanellus vanellus).
Pe lângă speciile protejate, pe teritoriul sitului au mai fost identificate 7 specii de plante, 1 specie de mamifere, 5 specii de nevertebrate.